# ان‌جی‌سی ۷۱۷۲
ان‌جی‌سی ۷۱۷۲ (انگلیسی: NGC 7172) یک کهکشان مارپیچی است که در صورت فلکی ماهی جنوبی قرار دارد. در فاصله حدود ۱۱۰ میلیون سال نوری از زمین قرار دارد، که با توجه به ابعاد ظاهری آن، به این معنی است که NGC 7172 حدود ۱۰۰۰۰۰ سال نوری وسعت دارد. در ۲۳ سپتامبر ۱۸۳۴ توسط جان هرشل کشف شد..